# Ishmael El-Amin
Ishmael El-Amin (Minnetonka, 2 dicembre 1998) è un cestista statunitense.